# Las Viudas
Las Viudas är en ort i Mexiko.   Den ligger i kommunen Frontera Hidalgo och delstaten Chiapas, i den sydöstra delen av landet, 900 km sydost om huvudstaden Mexico City. Las Viudas ligger 39 meter över havet och antalet invånare är 390.
Terrängen runt Las Viudas är platt. Runt Las Viudas är det ganska tätbefolkat, med 144 invånare per kvadratkilometer. Närmaste större samhälle är Frontera Hidalgo, 6,9 km nordost om Las Viudas. Omgivningarna runt Las Viudas är en mosaik av jordbruksmark och naturlig växtlighet.